# Обсерваторія Ісаака Робертса
Обсерваторія Ісаака Робертса (англ. Isaac Roberts's Observatory) — колишня обсерваторія, нині неіснуюча, яка була встановлена в приватному будинку британського астронома Ісаака Робертса в англійському містечку Кроуборо, графство Сассекс. Обсерваторія була активна з початку заснування у 1890 році і до смерті Робертса в 1904 році. Обсерваторія значиться в списку кодів Центру малих планет під кодом 001.

## Історія

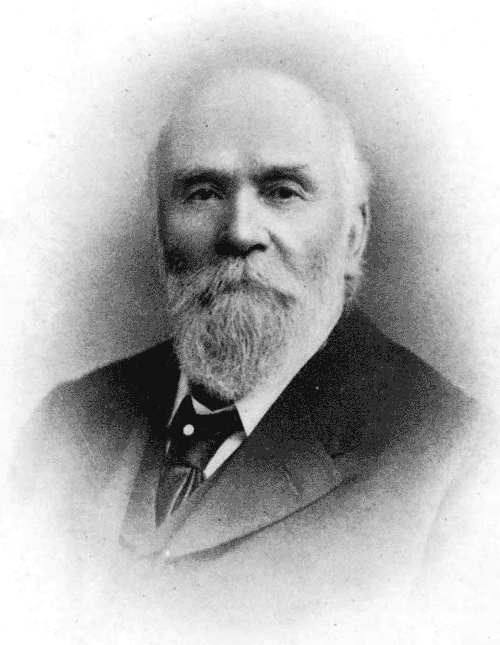
Астроном Ісаак Робертс.

Айзек Робертс почав свої астрономічні спостереження з 1878 року і з самого початку він побачив потребу мати найкращі можливі умови спостереження для фотовиставок, які він робив. Цей фактор, а також той факт, що він також страждав на хронічний бронхіт і потребував кращого клімату для свого здоров’я, спонукали його шукати відповідне місце для своїх спостережень. У 1885 році примірник Чарльза Л. Принса «Спостереження за топографією та кліматом Кроуборо-Хілл, Сассекс» потрапив до його рук, описуючи та вихваляючи умови в цій місцевості, саме ті, які були потрібні Робертсу. Принц сам продав частину своєї власності Робертсу, чотири акри (1,6 га ), де він побудував свій будинок і купол на ньому для розміщення своїх телескопів. Робертс дав йому назву Starfield, Campo de Estrellas, переїхавши туди в 1890 році. У своєму новому будинку та в обсерваторії Робертс продовжував свою роботу аж до його смерті в 1904 році. Ця робота принесла йому, зокрема, золоту медаль Лондонського королівського астрономічного товариства.
Після  смерті Робертса будинок кілька разів продавали, поки в 1928 році його не купив місцевий уряд, щоб перетворити його на свої офіси. У 1935 році були проведені деякі роботи з розширення, які призвели до зникнення куполу обсерваторії. Нарешті у 1980-х роках через зростаючі потреби місцевої влади будинок було продано та знесено для будівництва нового житла. Ім'я Starfield залишається основою для цієї нової розробки.

## Опис
Обсерваторія була розташована на вершині пагорба Кроуборо, на висоті приблизно 250 метрів над рівнем моря, найвищої точки в навколишньому регіоні. Будівлі обсерваторії мали лише один поверх, що дозволяло телескопам опускатися до 20º над горизонтом, коли вони фокусуювалися над дахами. До обсерваторії були доєднані кімнати фотолабораторії, з темною кімнатою та інструментами для збільшення фотографій. Обсерваторія була з'єднана коридором з житловим будинком, де, серед інших кімнат, була і бібліотека.
Купол обсерваторії був напівсферичним за формою, він був побудований з дерева і покритий зовні мідними пластинами. Він мав два отвори приблизно по 120 см кожен. Ці отвори були закриті воротами, які відкривалися так, що нижня половина ковзала горизонтально відносно основи купола, а верхня половина ковзала над куполом.

## Прилади

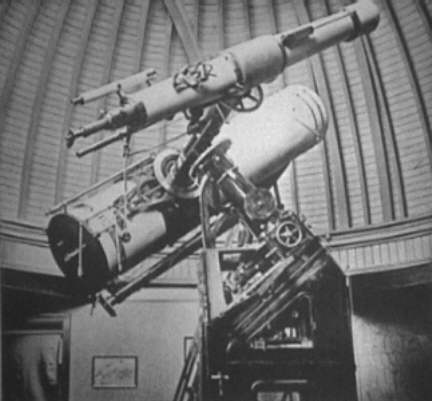
20-дюймовий і 7- дюймовий телескопи в обсерваторії Ісаака Робертса в Кроуборо, Суссекс, Великобританія.

В обсерваторії розмістили два телескопи, 7- дюймовий рефрактор (178 мм) у діаметрі від виробника Cooke, придбаного Робертсом у 1878 році; і 20- дюймовий відбивач (508 мм) у діаметрі та 100 дюймів (2450 m ) фокусна відстань , виготовлений Граббом і придбаний у 1886 році. Ісаак Робертс зв’язався з астрономом Вільямом Хаггінсом, який розташував 20-дюймовий рефлектор на осі відхилення 7-дюймового рефрактора замість його противаги. Таким чином обидва телескопи мали незалежний рух у схиленні, тоді як годинник стеження за прямим сходженням був спільним для обох.
Після смерті Робертса в 1904 році обидва телескопи були виставлені на аукціон і продані Королівській обсерваторії в Гринвічі, звідки вони були передані до Наукового музею в Лондоні, де вони знаходяться сьогодні, у куполі, що належить музею, але в закритому місці. для публіки., у досить хорошому стані збереження.
20-дюймовий рефлектор має розташування Кассегрена, хоча це може бути не оригінальна конфігурація, оскільки деякі отвори, що належать окуляру, сьогодні можна побачити у верхній частині телескопа, не знаючи, коли телескоп було змінено.